# Lingue miwok
Le lingue miwok (chiamate anche miwokan oppure moquelumnan) sono un ramo delle lingue penuti parlate negli Stati Uniti d'America, in California.

## Distribuzione geografica
Le lingue miwok sono attestate nella California Central Valley e a nord-est della Baia di San Francisco.

## Classificazione
Secondo Ethnologue, la famiglia comprende:
- Gruppo orientale
  - Gruppo della Sierra
    - Lingua miwok della Sierra centrale (ISO 639-3 csm)
    - Lingua miwok della Sierra settentrionale (ISO 639-3 nsq)
    - Lingua miwok della Sierra meridionale (ISO 639-3 skd)

  - Lingua miwok della baia (ISO 639-3 mkq)
  - Lingua miwok delle pianure (ISO 639-3 pmw)
- Gruppo occidentale
  - Lingua miwok della costa (ISO 639-3 csi)
  - Lingua miwok del lago (ISO 639-3 lmw)